# Henry Bessemer
Henry Bessemer (Charlton, 19 gennaio 1813 – Londra, 15 marzo 1898) è stato un ingegnere e inventore inglese. Originario di Charlton, vicino alla città di Hitchin nell'Hertfordshire. Il suo nome è legato al celebre processo Bessemer che permise verso la metà del XIX secolo la produzione su vasta scala dell'acciaio.

## Il processo Bessemer
L'invenzione di questo processo per la produzione dell'acciaio, deriva dall'esperienza che Henry Bessemer acquisì nella fusione del vetro e di altri materiali. In quell'epoca il processo di produzione dell'acciaio era suddiviso in due fasi: nella prima i minerali di ferro venivano fusi con l'ausilio di carbone coke ottenendo così della ghisa che nella fase successiva veniva fusa assieme all'allora raro ferro o ferro dolce praticamente privo di carbonio, la cui produzione avveniva pressoché unicamente in Svezia. L'idea che venne a Bessemer nel 1856 fu di eliminare il carbonio dalla ghisa scaldandola ad alta temperatura in presenza dell'ossigeno dell'aria: in questo modo il carbonio in eccesso della ghisa brucia e nel forno rimane l'acciaio. La notizia di questa scoperta ebbe grande rilievo nella stampa dell'epoca tanto che il Times ne scrisse in prima pagina nel numero del 14 agosto dello stesso anno.